# 盧迪·維安
盧迪·維安(Teheivarii Ludivion，1989年7月1日—)，大溪地足球員，司任後衛。目前，他效有當地的頂級聯賽球隊AS Tefana。在國家隊方面，他於2009年入選U20國家隊，並參與了當屆的U20世界盃。翌年，他入選成年隊，並先後隨隊參加大洋洲國家杯以及洲際國家盃。在對烏拉圭的賽事中，他因取得兩面黃牌而被罰離場。